# Monosacharidy

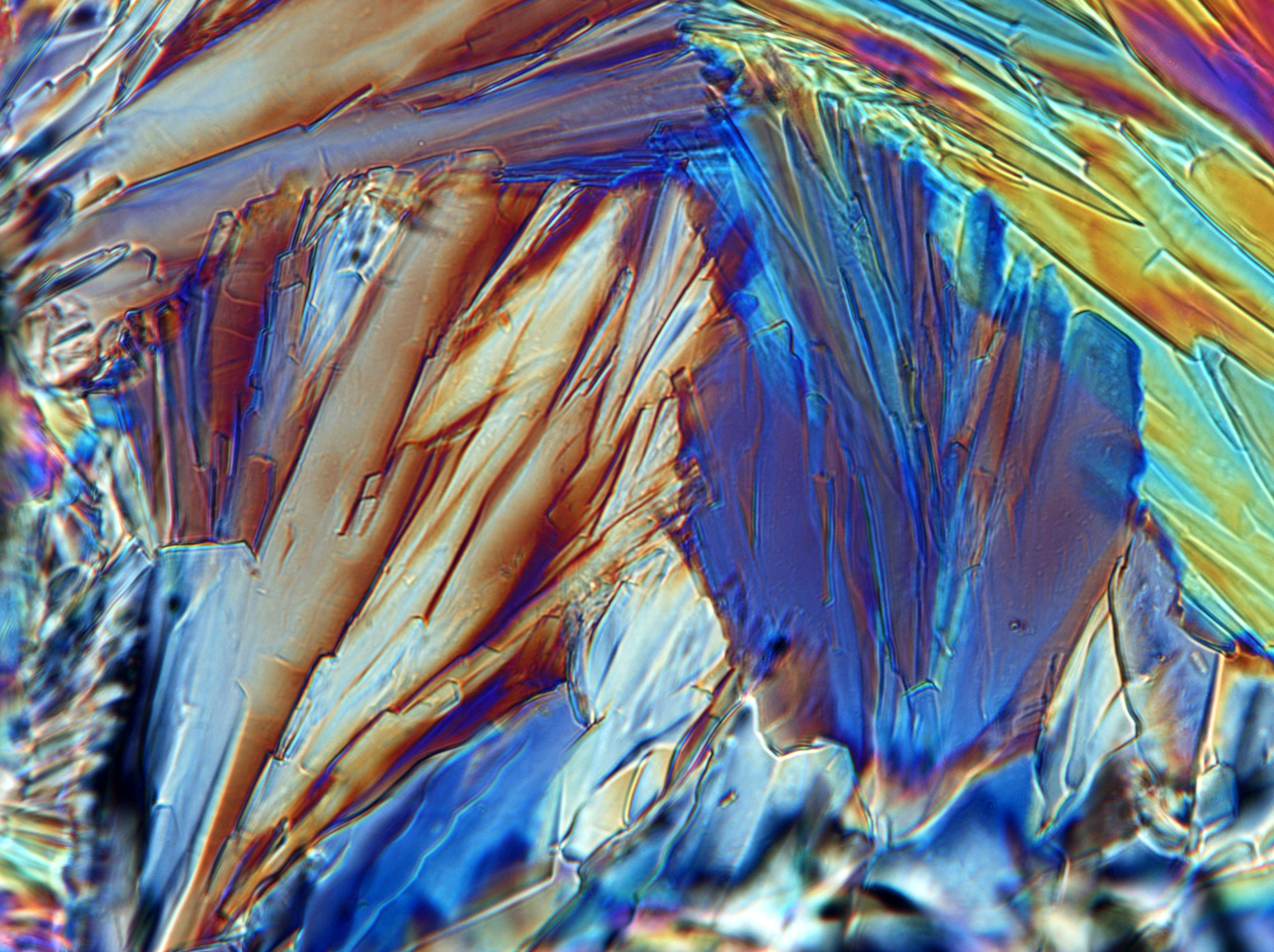
Krystaly D-glukosy zobrazené pomocí mikroskopie Nomarského diferenčního interferenčního kontrastu

Monosacharidy (z řečtiny monos: jednoduchý,[zdroj⁠?!] sacchar: cukr) jsou základní sacharidy, které již nelze dále dělit na jednodušší. Jsou základní stavební jednotkou všech složitějších sacharidů – oligosacharidů a polysacharidů. Monosacharidy jsou typicky krystalické látky dobře rozpustné ve vodě a v polárních rozpouštědlech. Monosacharidy jsou chirální sloučeniny, to znamená, že jsou opticky aktivní a stáčejí rovinu rovinně polarizovaného světla.
Monosacharidy s aldehydovou skupinou se nazývají aldózy, s ketoskupinou ketózy. Podle počtu uhlíků se dělí na triózy, tetrózy, pentózy a hexózy. Shoda konfigurace na posledním chirálním uhlíku s konfigurací D- nebo L-glyceraldehydu určuje příslušnost monosacharidu do konfigurační řady D nebo L. Názvosloví monosacharidů se tvoří pomocí konfiguračních přepon, které označují relativní konfiguraci na chirálních centrech molekuly.
V roztoku existují převážně v cyklických formách, přičemž formy s pětičlenným kruhem se označují jako furanózy a šestičlenné kruhy jako pyranózy. Při uzavření cyklické formy dochází ke vzniku dvou anomerů, které lze rozlišit pomocí anomerních konfiguračních symbolů α a β. Pyranózy se v roztoku nejčastěji vyskytují v židličkových konformacích, furanózy jsou konformačně flexibilnější a převažují u nich obálkové konformace.
Monosacharidy bývají obecně ne zcela přesně nazývány cukry, mezi cukry však patří jen sacharidy sladké chuti, tedy i většina monosacharidů. Monosacharidy hrají důležitou roli v primárním i sekundárním metabolismu, vznikají v zelených rostlinách během fotosyntézy a v biosyntéze slouží jako zásobárna chirálních sloučenin.
O rozvoj chemie monosacharidů se výrazně zasloužil německý chemik Hermann Emil Fischer (1852–1919), který uskutečnil první totální syntézu D-glukózy z formaldehydu a zavedl základní mázvosloví sacharidů. Z českých chemiků se v chemii sacharidů nejvíce realizoval Emil Votoček (1872–1945)

## Struktura a názvosloví
Monosacharidy lze chemicky definovat jako polyhydroxyderiváty karbonylových sloučenin (aldehydů nebo ketonů). To znamená, že v jejich molekule je přítomna karbonylová skupina a zároveň jedna nebo více skupin hydroxylových. Monosacharidy obsahující karbonyl ve formě aldehydové skupiny jsou aldózy, zatímco monosacharidy s ketoskupinou se nazývají ketózy. Podle počtu uhlíků v řetězci se monosacharidy dělí na triózy (3), tetrózy (4), pentózy (5), hexózy (6), heptózy (7) a októzy (8). Monosacharidy s devíti a více uhlíky jsou vzácné a v přírodě se téměř nevyskytují.
Tyto dvě hlediska lze uplatnit při tvorbě obecného názvu skupiny monosacharidů, například aldehydové monosacharidy se 6 atomy uhlíku se nazývají aldohexózy, ketonové monosacharidy se 4 atomy uhlíku jsou ketotetrózy.

### Zařazení doD- aL-řady
Příslušnost monosacharidů do D- nebo L-řady je určena shodou konfigurace na konfiguračním atomu monosacharidu (chirální atom uhlíku s nejvyšším lokantem, tedy nejvzdálenější od karbonylové skupiny) s konfigurací chirálního atomu uhlíku D- nebo L-glyceraldehydu. Zařazení do konfigurační řady závisí tedy pouze na konfiguraci na chirálním uhlíku s nejvyšším lokantem a konfigurace na ostatních chirálních centrech je lhostejná. Monosacharidy se číslují tak, aby u aldóz měl uhlík karbonylové skupiny vždy lokant 1, u ketóz musí být lokant tohoto uhlíku co možná nejnižší.
Například u aldohexóz je zařazen monosacharid do D- nebo L-řady tak, že se porovná konfigurace na atomu C5 s konfigurací chirálního atomu uhlíku D- nebo L-glyceraldehydu. Je-li konfigurace na C5 shodná s konfigurací D-glyceraldehydu (hydroxyl na C5 směřuje ve Fischerově projekci doprava), jedná se o sacharid řady D (dexter = napravo). Shoduje-li se naopak s konfigurací L-glyceraldehydu (hydroxyl na C5 směřuje ve Fischerově projekci doleva), patří sacharid do konfigurační řady L (laevo = nalevo). Analogický postup platí i pro ostatní monosacharidy. Konfigurační symboly D a L se zapisují malou kapitálkou.
Postup pro zařazení monosacharidu do konfigurační řady:
1. Zakreslení monosacharidu ve Fischerově projekci a správné očíslování.
2. Nalezení konfiguračního atomu (chirální atom uhlíku s nejvyšším lokantem).
3. Směřuje-li hydroxylová skupina na konfiguračním atomu doprava, jedná se o řadu D. Směřuje-li doleva, jedná se o řadu L.

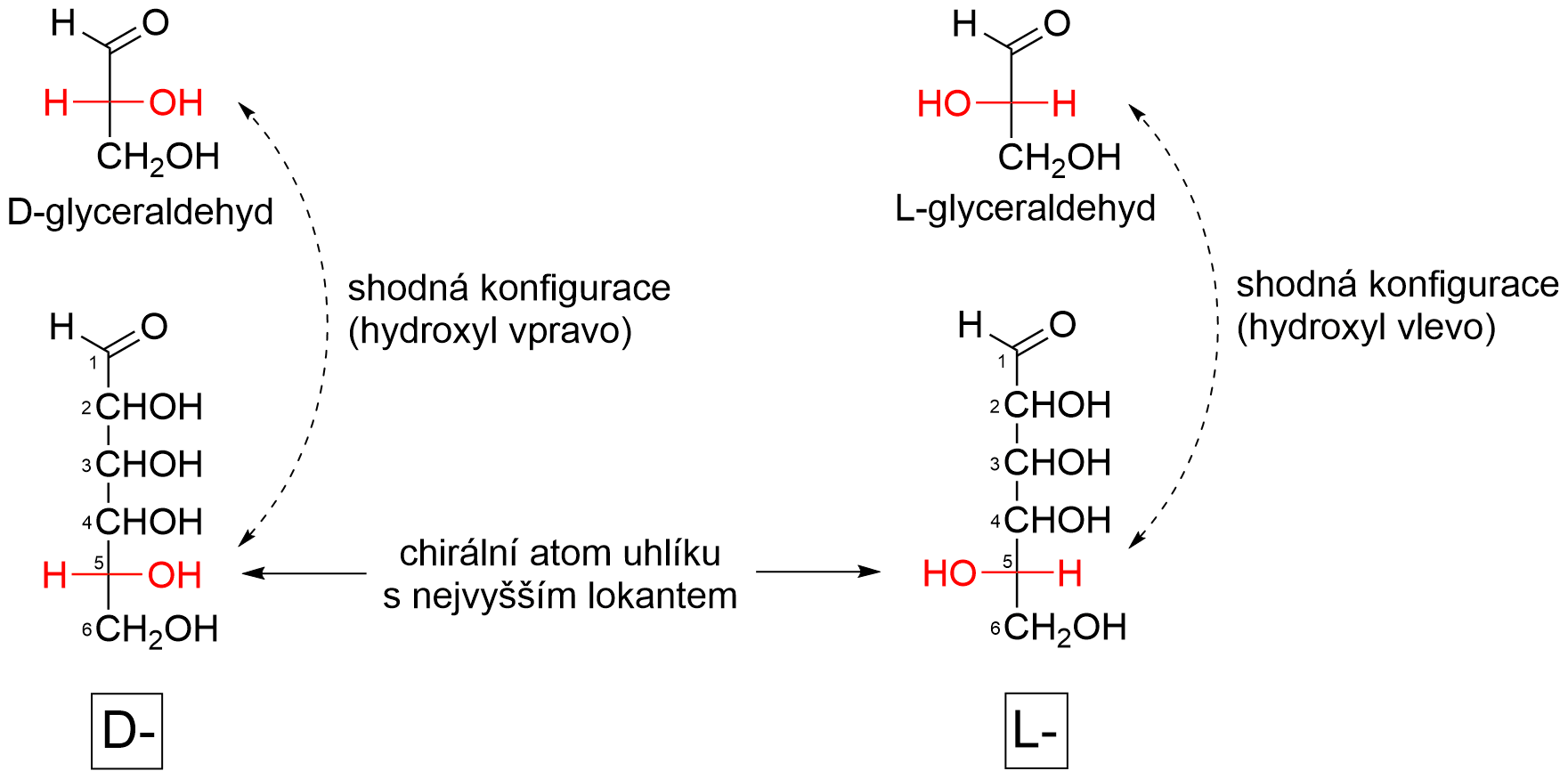
Příklad zařazení aldohexózy do D- nebo L-konfigurační řady. Konfigurace na ostatních centrech než konfiguračním atomu není záměrně vyznačena, protože v tomto smyslu není důležitá

### Konfigurační předpony
Názvosloví monosacharidů je odvozeno od otevřených (acyklických) forem monosacharidů promítnutých ve Fischerově projekci a jeho základem jsou konfigurační předpony. Tyto předpony popisují vzájemné postavení (relativní konfiguraci) dvou a více hydroxylových skupin v molekule. Spolu s konfiguračním symbolem D nebo L lze pak určit absolutní konfiguraci daného monosacharidu. Konfigurační předpony aldóz jsou odvozeny od glyceraldehydu postupným přidáváním dalšího asymetrického uhlíku. Každým dalším přidaným „patrem“ vzniká řada monosacharidů o jeden uhlík delší, přičemž z každého monosacharidu vznikají vždy dvě prodloužené aldózy lišící se konfigurací na nově přidaném chirálním centru.
Tímto způsobem lze dospět až k osmi aldohexózám v jedné konfigurační řadě, název delších monosacharidů (7 a více atomů uhlíku) je tvořen složením dvou konfiguračních předpon. Na uvedeném schématu je znázorněno odvození aldóz řady D až po šestičlenné monosacharidy. Řada L je odvozena analogicky, přičemž L-monosacharid lze získat z příslušného D-monosacharidu obrácením konfigurace na všech chirálních centrech. Dva monosacharidy se stejným názvem lišící se pouze konfiguračním symbolem D a L jsou navzájem enantiomery. Konfigurační předpony se uvádí kurzívou a oddělují spojovníkem.
Systematický název monosacharidu je tvořen tedy například takto: D-gluko-hexóza (z praktických důvodů se často používají triviální názvy, například D-glukóza, kde se už kurzíva nepoužívá).

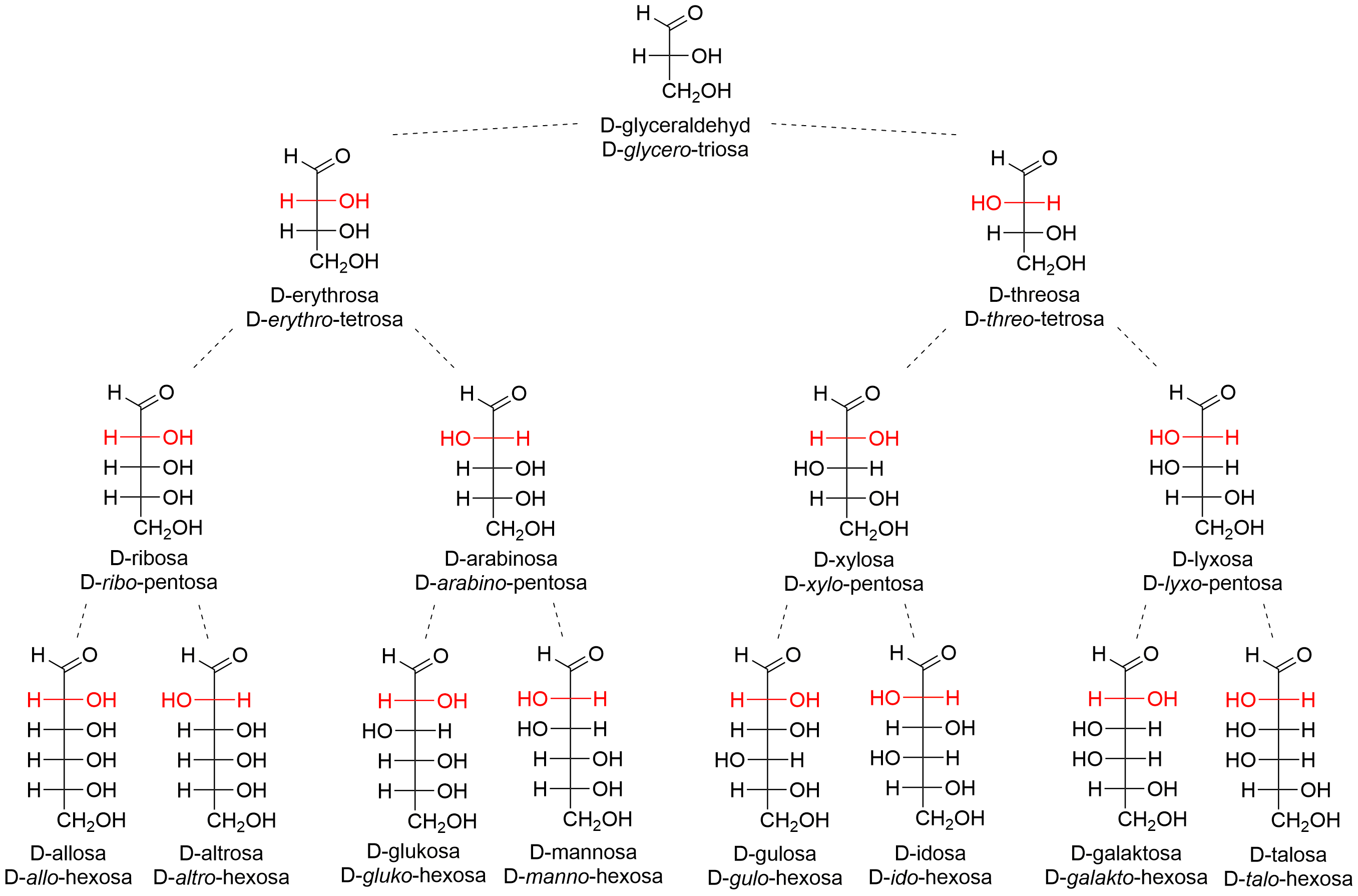
Aldózy a jejich odvození. V každém patře se počet aldóz zdvojnásobuje. Přibude vždy jedno chirální centrum, které je vyznačeno červeně. V jednotlivých patrech jsou hydroxylové skupiny na C2 orientovány střídavě doprava a doleva

### Cyklické formy

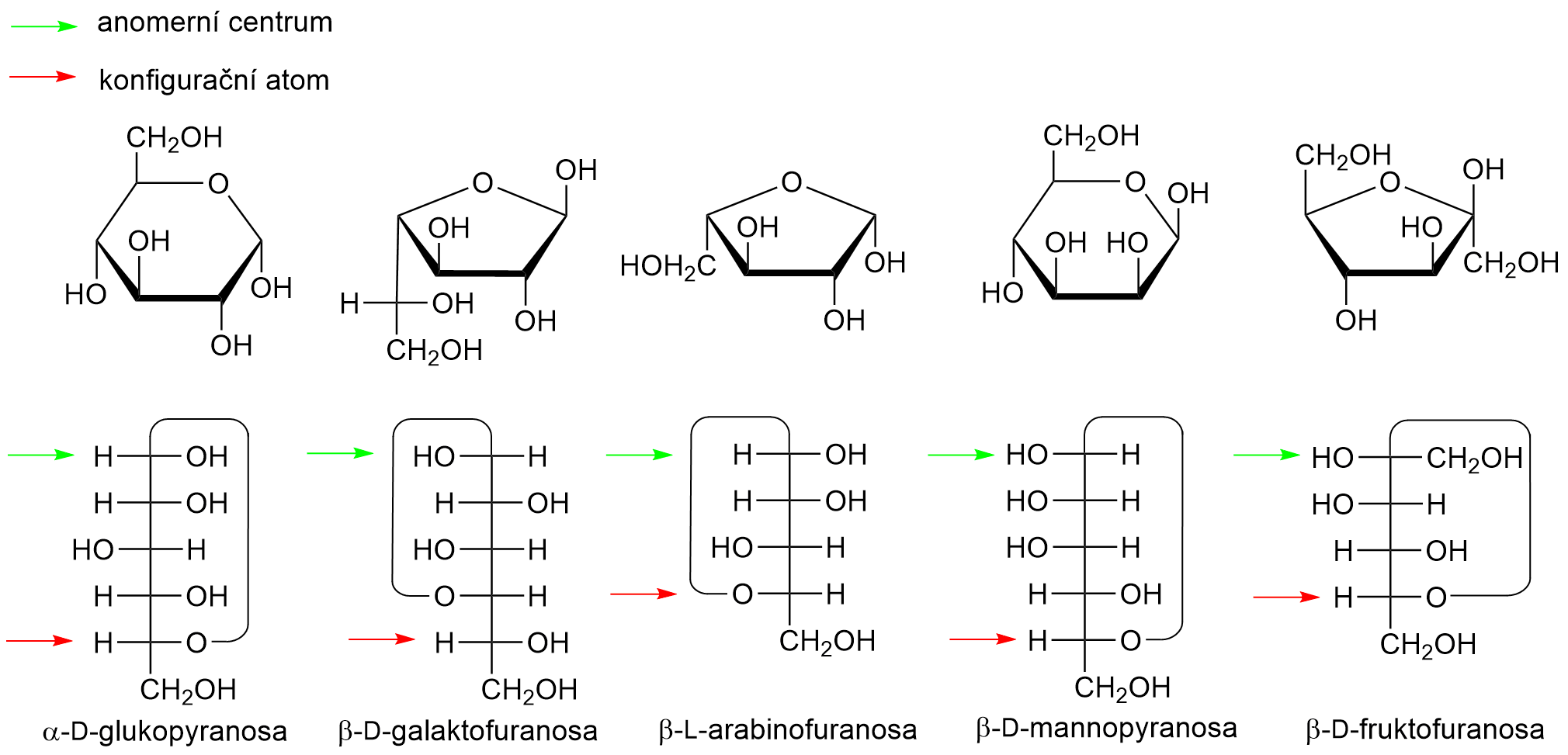
Příklady monosacharidů a určení jejich anomerní konfigurace

Ve skutečnosti se monosacharidy málokdy vyskytují v lineárních formách. V roztoku existují převážně v cyklických formách a v krystalickém stavu se v těchto formách nacházejí zcela výlučně. Cyklická forma monosacharidu vzniká vnitromolekulární reakcí jedné z hydroxylových skupin s karbonylem za tvorby poloacetalového (v případě aldóz) nebo poloketalového (v případě ketóz) uskupení. Tato reakce je analogická tvorbě poloacetalu rovnovážnou reakcí alkoholu s karbonylovou sloučeninou, avšak v případě cyklizace monosacharidu reakce probíhá samovolně i bez kyselé katalýzy.
Při tvorbě cyklických forem monosacharidů dochází nejčastěji ke vzniku pětičlenného (tetrahydrofuranového) nebo šestičlenného (tetrahydropyranového) kruhu; tyto struktury se tak označují jako furanózy a pyranózy. Jednotlivé formy monosacharidu (lineární a cyklické formy) mezi sebou mohou v roztoku přecházet procesem zvaným mutarotace.

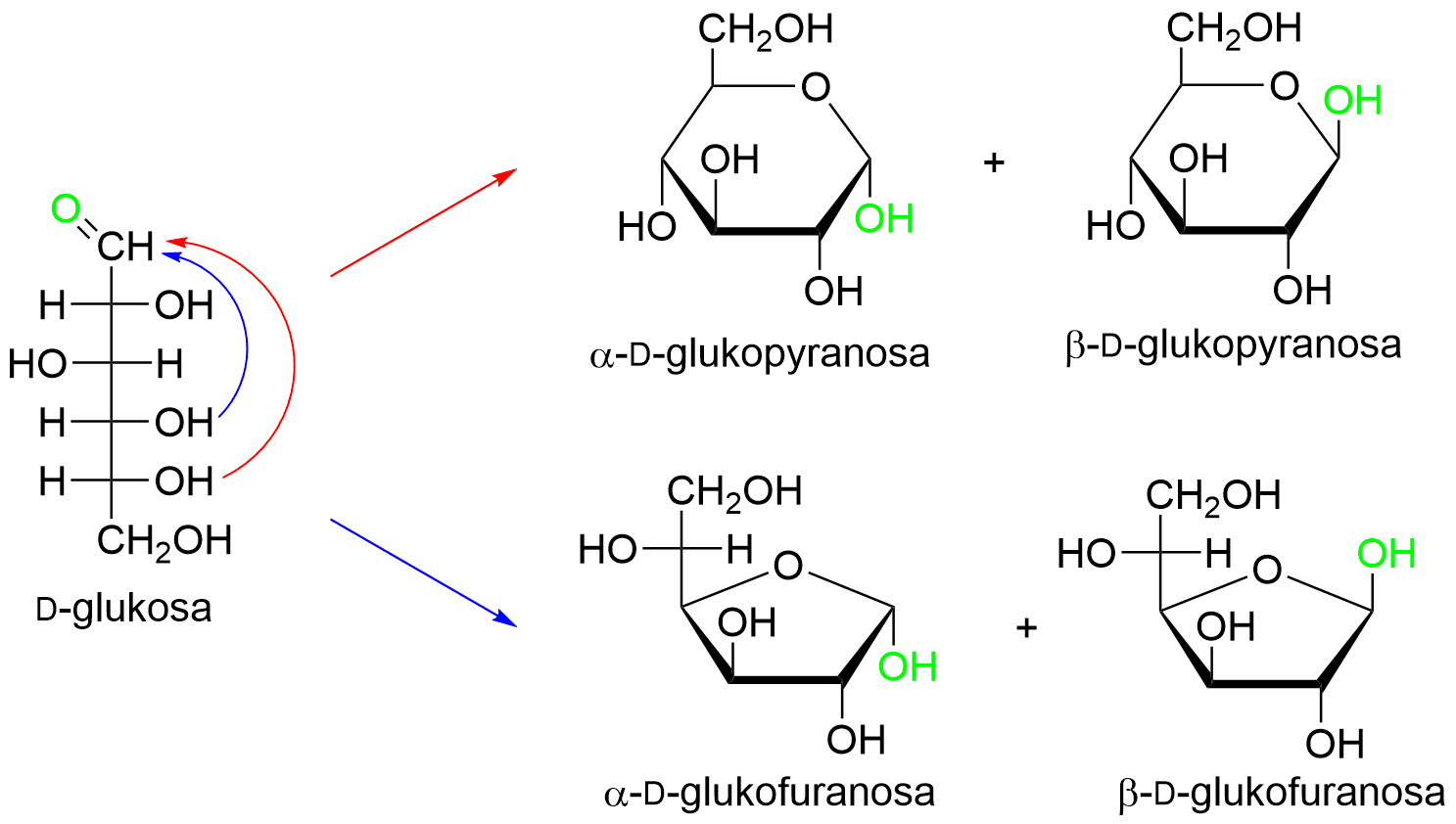
Tvorba cyklických forem D-glukózy

Uzavřením kruhu vzniká na uhlíku, který původně nesl karbonylovou skupinu, nové chirální centrum, nazývané anomerní centrum (uplatňuje se zde anomerní efekt). Dva izomery, které mohou na anomerním centru vzniknout, se označují jako anomery a liší se orientací poloacetalové (anomerní) hydroxylové skupiny.
Pro vymezení konfigurace na anomerním centru používají anomerní konfigurační symboly α a β. Tyto symboly udávají relativní konfiguraci vůči anomernímu referenčnímu atomu, který je pro monosacharidy o maximálně šesti atomech uhlíku totožný s konfiguračním atomem, tedy je to chirální atom uhlíku s nejvyšším lokantem. Pro monosacharidy delší než 6 atomů uhlíku (jejich název je tvořen více než jednou konfigurační předponou) je názvosloví složitější. Anomer α nese na anomerním centru stejnou konfiguraci jako na konfiguračním atomu, anomer β opačnou.
Odvození Haworthova vzorce cyklické formy monosacharidu z Fischerovy projekce lineární formy se provádí pomyslným otočením Fischerovy projekce o 90° po směru hodinových ručiček v rovině nákresny a následným ohnutím koncových atomů řetězce za nákresnu. Atom uhlíku nesoucí hydroxylovou skupinu, která atakuje karbonyl, je poté zapotřebí před uzavřením kruhu vhodně pootočit, přičemž acyklická část se tím zorientuje pod nebo nad rovinu kruhu v závislosti na konfiguraci na tomto atomu uhlíku (nezáleží na tom, jestli se jedná o sacharid řady D nebo L).
Výsledkem je, že hydroxylové skupiny, které byly ve Fischerově projekci na pravé straně řetězce, jsou v cyklické formě orientovány pod rovinu kruhu a hydroxylové skupiny, které byly na levé straně, směřují nad rovinu kruhu. Orientace acyklické části monosacharidu v cyklické formě závisí na orientaci hydroxylu, přes který dochází k cyklizaci. Platí, že pokud směřuje tento hydroxyl ve Fischerově projekci doprava, pak bude acyklická část směřovat v cyklické formě nad rovinu kruhu.
Obsahuje-li acyklická část monosacharidu chirální centrum, pak se tato část většinou znázorňuje ve Fischerově projekci. Cyklická forma monosacharidu lze znázornit v Tollensově vzorci, kde lze rozlišit způsob cyklizace a konfiguraci na anomerním centru.

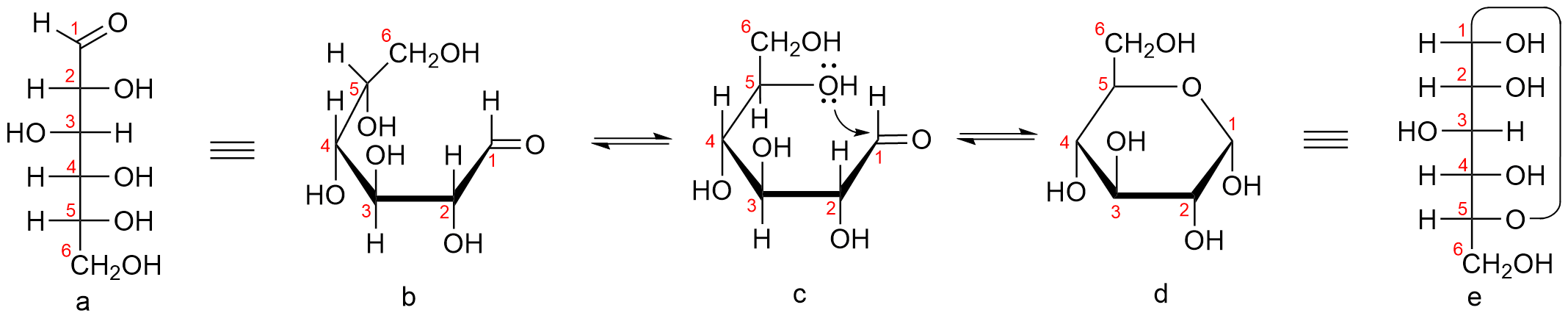
Myšlenkový postup nutný k uzavření cyklické formy monosacharidu (v tomto případě pyranosy) z Fischerovy projekce uvedený na příkladu D-glukózy
a. Fischerova projekce D-glukózy
b. Pootočení molekuly o 90 ° v rovině nákresny a vypouknutí uhlíkatého řetězce.
c. Vhodné natočení posledního atomu uhlíku.
d. Haworthův vzorec α{malé

Rozlišení α nebo β anomeru lze nejsnáze provést z Tollensova vzorce, kde je patrná konfigurace na anomerním centru (jedná se v podstatě o Fischerovu projekci cyklické formy). Je-li hydroxyl na konfiguračním uhlíku na stejné straně řetězce jako atom kyslíku vázaný na anomerní centrum (cis uspořádání), jedná se o anomer α, jsou-li tyto skupiny uspořádány trans, jedná se o anomer β.
Obecný postup pro rozlišení α/β anomerů pro monosacharidy do šesti uhlíků:
1. Zakreslení monosacharidu do Tollensova vzorce. Hydroxylové skupiny směřující pod kruh budou vpravo a hydroxyly směřující nad kruh budou vlevo.
2. Nalezení konfiguračního atomu (chirální atom uhlíku s nejvyšším lokantem). Tento atom může, ale nemusí být součástí kruhu.
3. Porovnání konfigurace na konfiguračním atomu s konfigurací na anomerním centru. Je-li uspořádání cis, jedná se o α-anomer. Je-li uspořádání trans, jedná se o β-anomer.

## Optická aktivita
Kromě dihydroxyacetonu jsou monosacharidy opticky aktivní sloučeniny, obsahují alespoň jedno chirální centrum. Stáčí tedy rovinu polarizovaného světla o určitý úhel doleva (levotočivé, (−)) nebo doprava (pravotočivé, (+)). Čím delší je uhlíkatý řetězec sacharidu, tím více obsahuje chirálních center. Molekula s n chirálními centry se může vyskytovat v počtu 2n optických izomerů.
| Řada                  | D-glyceraldehyd | L-glyceraldehyd |
| --------------------- | --------------- | --------------- |
| Fischerova projekce   | D-glyceraldehyd | L-glyceraldehyd |
| Prostorové uspořádání | D-glyceraldehyd | L-glyceraldehyd |
| Optická aktivita      | pravotočivý (+) | levotočivý (−)  |

Po vzoru glyceraldehydu se všechny monosacharidy dělí do zmíněných dvou řad. Sacharidy s hydroxylem na posledním chirálním centru ve Fischerově projekci vpravo se označují D-, vlevo jako L-. Většina běžně se vyskytujících přírodních monosacharidů patří do D-řady. Ačkoliv příslušnost do D nebo L-řady nesouvisí se skutečným směrem otáčení roviny polarizovaného světla, je většina D-monosacharidů pravotočivá (+).
Dvěma enantiomerům se přiřazuje stejný triviální název, lišící se jen stereodeskriptorem D- či L-. Tak například existují čtyři (22) aldotetrózy, a to D-erythróza, L-erythrosa, D-threóza, L-threóza. Aldopentóz již existuje osm (23), aldohexóz šestnáct (24). Ketóz je obecně méně, protože mají méně chirálních center. Nejjednodušší ketóza je dihydroxyaceton, který dokonce neobsahuje žádné chirální centrum. Ketotetrózy jsou dvě, ketopentózy čtyři, ketohexóz je osm.

## Dělení podle biochemické funkce

### Primární monosacharidy
Mezi primární monosacharidy, tedy sacharidy, které jsou produkty primárního metabolismu ve valné většině organismů, patří poměrně malý počet monosacharidů. Jsou to jednak triózy D-glyceraldehyd a dihydroxyaceton, které jsou součástí životně nezbytné glykolýzy. Z tetróz se v organismech běžně vyskytuje pouze D-erythróza, která je ve formě fosfátu meziproduktem neméně důležitého pentózového cyklu a u rostlin navíc Calvinova cyklu, který je součástí temnostní fáze fotosyntézy. Pentózy jsou pro primární metabolismus důležité tři, a to jednak D-ribóza, složka kyseliny ribonukleové, a 2-deoxy-D-ribóza, složka kyseliny deoxyribonukleové. Kromě těchto dvou je dále důležitá D-ribulóza, jejíž deriváty jsou důležité při přeměnách sacharidů a při fotosyntéze.
Z hexóz jsou důležité D-glukóza (hroznový cukr, dextróza), hojně se vyskytující v plodech, a D-fruktóza (ovocný cukr, levulóza), která se získává nejčastěji z polysacharidu inulinu. Tyto hexózy tvoří součást glykolýzy a jsou často základní stavební jednotkou mnohých oligosacharidů, polysacharidů a glykosidů.

### Sekundární monosacharidy
Sekundární monosacharidy jsou látky, které nejsou ve většině organismů součástí základního metabolismu a jejich přítomnost tedy není pro buňku nezbytně nutná. Jsou součástí sekundárního metabolismu. Význam těchto monosacharidů je rozmanitý – mohou tvořit součást některých polysacharidů, glykosidů či glykolipidů, aminosacharidy jsou součástí buněčné stěny bakterií, sacharidy s větveným řetězcem mohou být součástí antibiotik.
Sekundární monosacharidy tvoří širokou skupinu látek. Patří sem především:
- Monosacharidy s netypickou konfigurací

Do této skupiny patří několik základních monosacharidů, které nejsou součástí základních metabolických drah. Patří sem i monosacharidy neobvyklé L-řady. Jsou to zejména L-arabinoóz, D-xylóza, D-manóza, D-galaktóza a D-gulóza.
Tyto sacharidy jsou v organismu syntetizovány reakcí zvanou epimerizace, která je katalyzována enzymy ze skupiny epimeráz. Při epimerizaci dochází ke změně konfigurace na jediném chirálním centru, vznikají epimery (izomery lišící se konfigurací na jednom chirálním centru). Příkladem mohou být epimerizace na uhlíku C2 a C4 glukózy, při kterých vzniká D-manóza a D-galaktóza.
- Deoxymonosacharidy, monosacharidy s methoxyskupinou nebo acetylovou skupinou

Deoxymonosacharidy jsou deriváty monosacharidů, v kterých je hydroxylová skupina nahrazena atomem vodíku. Poměrně často tyto deriváty obsahují zároveň i methoxy nebo acetylovou skupinu, tyto skupiny látek se tedy mohou prolínat.
Patří sem například deoxymonosacharidy L-ramnóza, L-fukóza, D-digitoxóza a 2-deoxy-D-glukóza, nebo deoxysacharid s methoxyskupinou D-cymaróza. Dalším zástupcem je acetylovaný monosacharid 3-acetyl-D-digitoxóza.
V bakteriích se vyskytují i dideoxyderiváty monosacharidů, které postrádají dvě hydroxylové skupiny, například paratóza, abekvóza, askarylóza, tyvelóza, nebo amicetóza.
- Aminosacharidy

Aminosacharidy jsou monosacharidy nesoucí místo některé z hydroxylových skupin aminoskupinu. Patří sem mimo jiné D-manózamin, D-glukózamin, nebo D-galaktózamin, který je obsažen v chondroitinsulfátu.
Aminosacharidy jsou zásadité látky a vyskytují se často ve formě N-acetylderivátů, které jsou v přírodě hojně zastoupeny v polysacharidech nebo některých antibioticích. Například N-acetyl-D-glukosamin je stavební jednotkou polysacharidu chitinu, ze kterého jsou tvořeny krovky hmyzu. Aminosacharidy jsou rovněž složkou mnohých glykolipidů a glykoproteinů.
- Větvené monosacharidy

Některé méně typické cukry nemají základní řetězec lineární, ale mají jej větvený. Např. D-apiosa z petržele, D-hamamelosa z kůry habru nebo L-streptosa, D-kladinosa a L-mykarosa, které jsou součástí některých antibiotik. Tyto sacharidy vznikají v přírodě buď C-methylací, nebo přestavbou uhlíkatého řetězce.

## Význam monosacharidů
Monosacharidy často mívají sladkou chuť. Za chemickou podstatu vnímání sladké chuti je možno považovat seskupení -O-CH-CH2-OH, které se kromě případu mnohých monosacharidů vyskytuje například i u glycerolu, což je zřejmě příčinou jeho sladké chuti.
Monosacharidy jsou přímé produkty fotosyntézy a je v nich nahromaděna energie slunečního záření. D-glukosa je tedy pro většinu organismů primárním zdrojem energie. Je univerzálním platidlem mezi organizmy na Zemi. Například rostliny často využívají monosacharidů, často i sekundárních, k lákání zvířat – např. pro zisk opylovačů nebo roznos semen. Sekundární monosacharidy jsou prekurzory karboxylových kyselin, cukerných alkoholů a glykosidů.

## Metabolismus
Z metabolického hlediska je nejdůležitějším monosacharidem D-glukosa, která slouží ve většině organismů jako zdroj energie.
Hlavní metabolickou drahou rozkladu glukosy je glykolýza, ve které je glukosa oxidačně štěpena na dvě molekuly pyruvátu. Pyruvát je dále zužitkován v Krebsově cyklu a dýchacím řetězci pro tvorbu ATP. Vedlejším produktem jednoho cyklu glykolýzy jsou rovněž dvě molekuly ATP, které jsou přímo využity jako zdroj energie. Za anaerobních podmínek je glukosa metabolizována na laktát, v některých mikroorganismech (např. kvasinkách) na Ethanol. Tyto anaerobní procesy se nazývají fermentace.
Opačným procesem je glukoneogeneze, která slouží k biosyntéze glukosy z tříuhlíkatých sloučenin, jako například pyruvátu, laktátu, a některých aminokyselin. Ostatní monosacharidy jsou v buňce syntetizovány ve většině případů z glukosy nebo z některých meziproduktů glukoneogeneze.

Přebytečná glukosa se ukládá v organismech ve formě svých polymerů – polysacharidů. V rostlinách je hlavním zásobním polysacharidem škrob, živočichové ukládají glukosu nejčastěji ve formě glykogenu. Zelené rostliny využívají fotosyntézu k fixaci vzdušného oxidu uhličitého do molekuly glukosy pomocí enzymu RUBISCO.
Další důležitou metabolickou drahou monosacharidů je pentosový cyklus, ve kterém je glukosa přeměňována na pětiuhlíkaté monosacharidy (pentosy). Nejdůležitějším produktem pentosového cyklu je ribosa, která je dále využita pro výstavbu nukleových kyselin. Vedlejším produktem je NADPH, který slouží například k syntéze mastných kyselin.

## Prostorové uspořádání

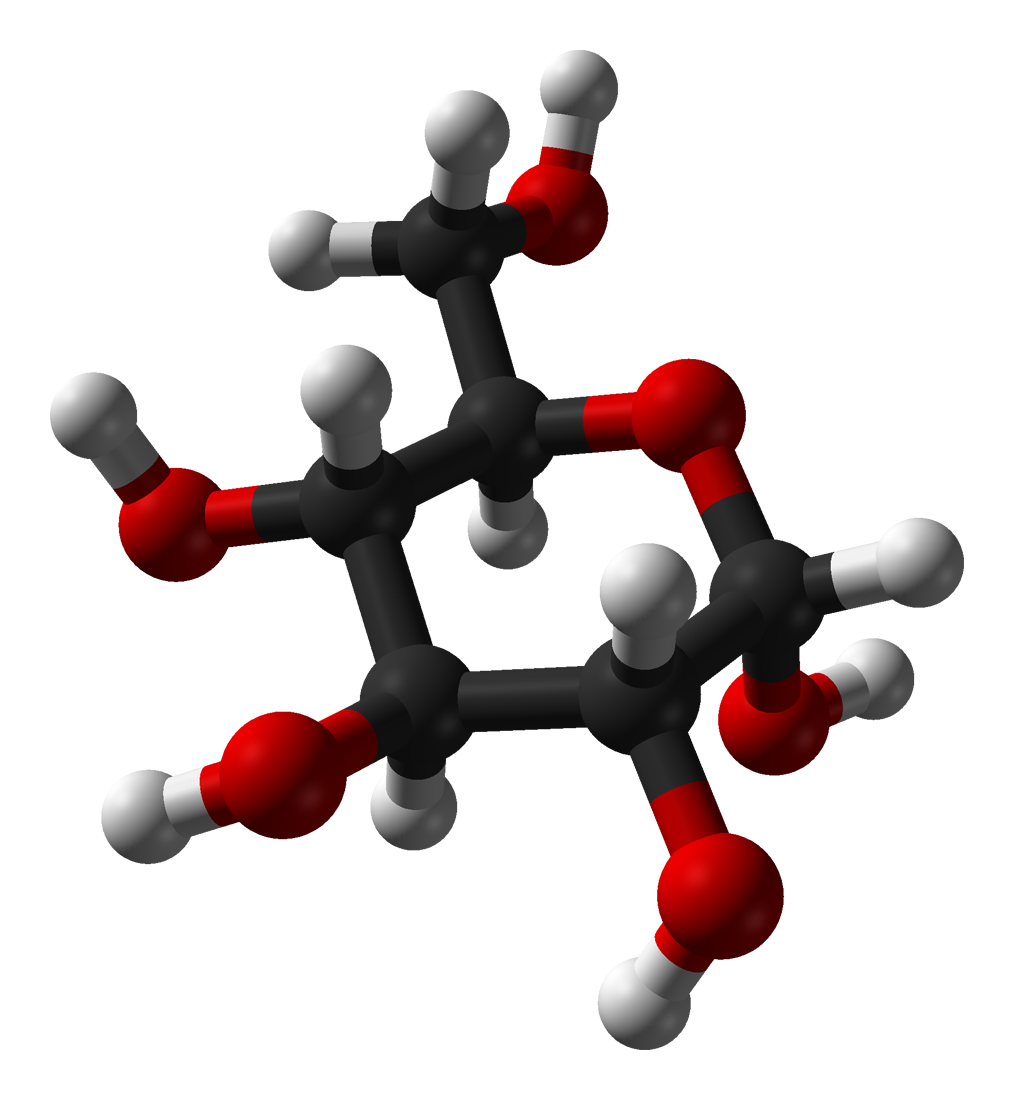
D}glukopyranosy v ^{4}C_{1} židličkové konformaci

Přesné prostorové uspořádání molekuly monosacharidu se označuje jako konformace. Konformace molekuly je výsledkem sterických a elektronických interakcí, u monosacharidu je určena zejména pnutím uvnitř cukerného kruhu a orientací hydroxylových skupin. Jednotlivé konformace mohou mezi sebou přecházet pseudorotací kolem jednoduchých vazeb cukerného kruhu a v roztoku jsou vždy zastoupeny poměrně v závislosti na své stabilitě.
Jednotlivé konformace se obvykle značí velkým začátečním písmenem anglického názvu psaným kurzívou a čísly nebo symboly atomů, které se nacházejí pod nebo nad rovinou vymezenou zbývajícími atomy. Číslo atomu nacházející se nad touto rovinou píšeme horním indexem před symbol konformace, číslo atomu nacházející se pod touto rovinou píšeme dolním indexem za symbol konformace. Například 4C1.

### Konformace pyranos
Nejstálejší a nejčastěji se vyskytující konformací pyranosových kruhů je židličková konformace (C-chair), u které rozlišujeme dvě formy 4C1 a 1C4. U konformace 4C1 je uhlík C-4 orientován nad rovinou určenou atomy C-2, C-3, C-5, O a uhlík C-1 se nachází pod touto rovinou. U konformace 1C4, která je méně častá, je tomu právě naopak.
Preferována bude vždy ta forma židličky, ve které je co nejvíce objemných substituentů vázáno ekvatoriálně. Lze tedy říci, že například židličková konformace 4C1 je ze všech aldohexos nejvýhodnější pro D-glukosu, která má v této konformaci všechny hydroxylové skupiny vázány ekvatoriálně. Naopak jedním z mála monosacharidů, který za normálních podmínek preferuje konformaci 1C4, je D-idopyranosa.
Poněkud odlišná je situace na anomerním centru, kde ekvatoriální pozice nemusí být vždy energeticky nejvýhodnější, může se zde totiž uplatňovat repulze volných elektronových párů anomerního hydroxylu a cyklického atomu kyslíku, kterou označujeme jako anomerní efekt.

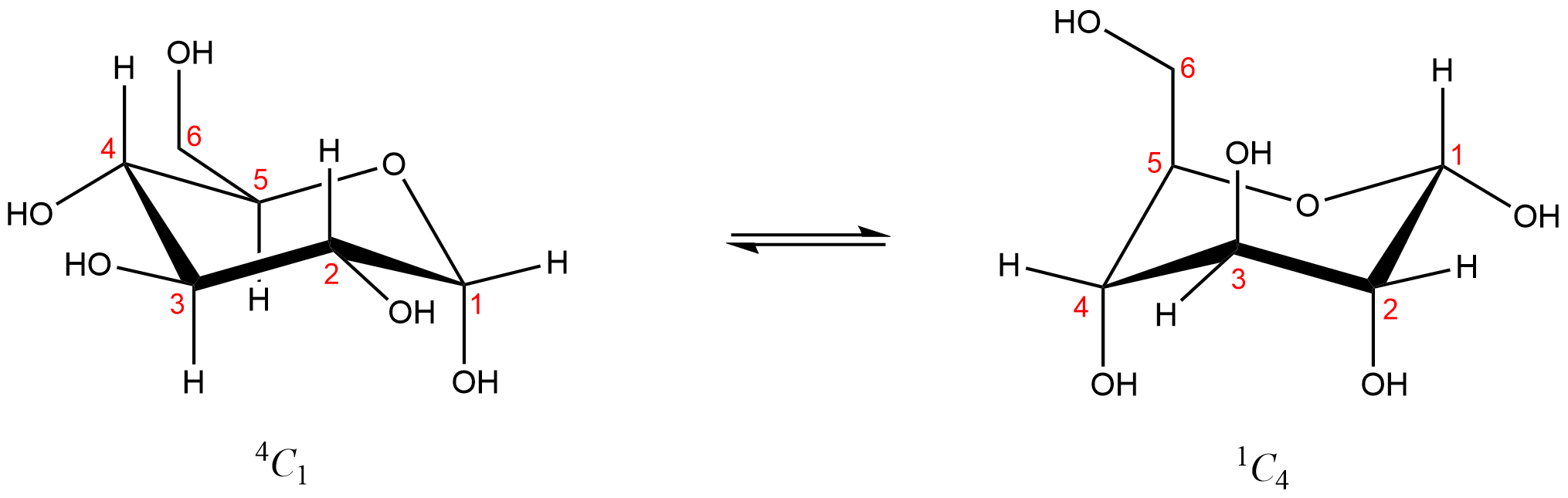
Židličkové konformace α{malé

Pyranosové kruhy se mohou taktéž vyskytovat ve vaničkové konformaci (B-boat). Tato konformace však není za normálních podmínek příliš stabilní a vyskytuje se zřídka. Vaničková konformace spíše slouží k přechodu mezi jinými konformacemi nebo se vytváří přechodně v tranzitních stavech některých reakcí. Hlavní příčinou nestability vaničky bývá sterická repulze substituentů na protilehlých atomech uhlíku kruhu. Mezi důležité vaničkové konformace patří 1,4B, O,3B a BO,3.

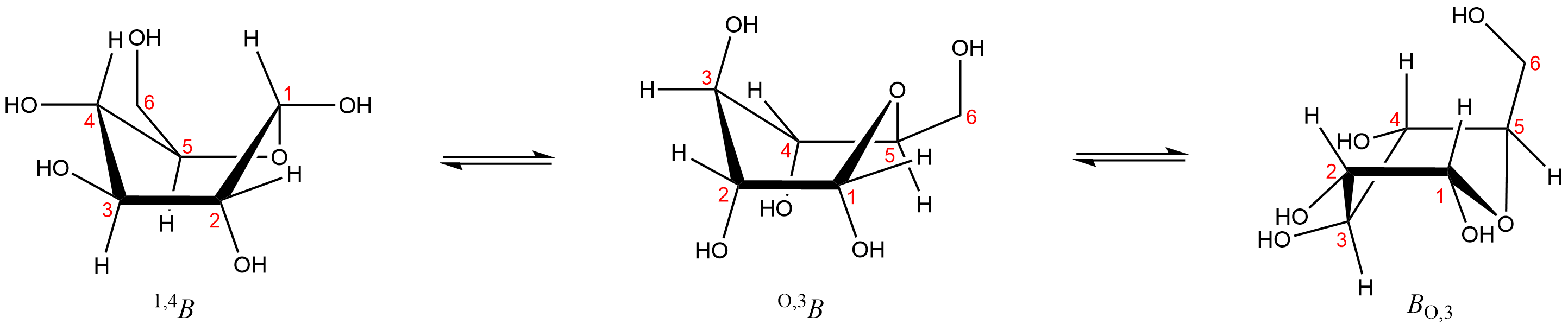
Vaničkové konformace α{malé

### Konformace furanos

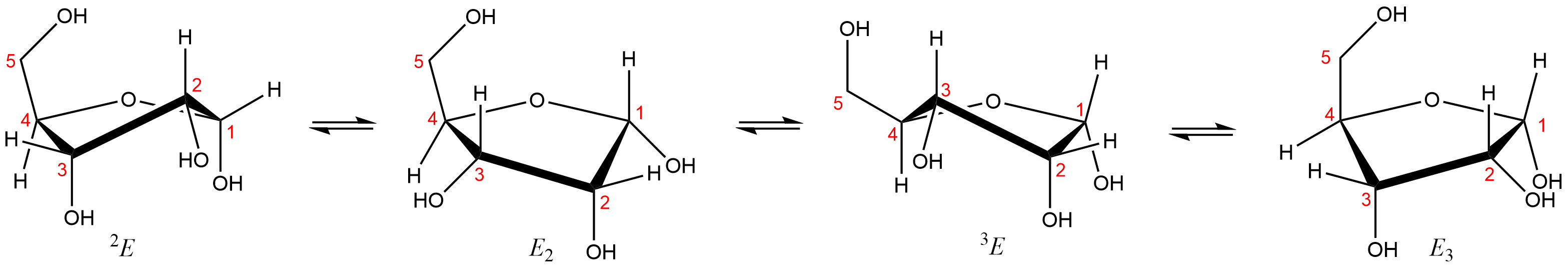
Obálkové konformace α{malé

Furanosové kruhy jsou konformačně flexibilnější nežli kruhy pyranosové, což je dáno malým rozdílem v energiích jednotlivých konformací. Jednotlivé konformery tedy mohou mezi sebou snadno přecházet a v roztoku se tak i děje. Nejčastější konformací pětičlenných kruhů jsou obálkové konformace (E – envelope).
Podle atomu, který vybočuje z roviny určené ostatními atomy a směru, kterým vybočuje, rozlišujeme nejčastěji 2E, E2, 3E a E3 obálkové konformace, které mezi sebou mohou v roztoku snadno přecházet. Zastoupení jednotlivých konformací se pro různé monosacharidy může lišit a je závislé zejména na substituci furanosového kruhu.

## Reaktivita

### Reakce na karbonylové skupině

#### Redukce
Redukcí monosacharidů vznikají tzv. cukerné alkoholy neboli alditoly. Funkční karbonylová skupina (ketoskupina nebo skupina aldehydová) se redukuje na hydroxyl. Redukcí aldos vzniká 1 alditol, redukcí ketos vznikají 2 alditoly, protože přibývá jedno chirální centrum. Z některých aldos vznikají achirální cukerné alkoholy (mají rovinu symetrie). V jiných případech vzniká z více monosacharidů D- i L-řady redukcí identický alditol, a celkový počet možných alditolů je proto menší než celkový počet výchozích monosacharidů. Rozlišujeme 3 tetritoly, 4 pentitoly a pouze 10 hexitolů.

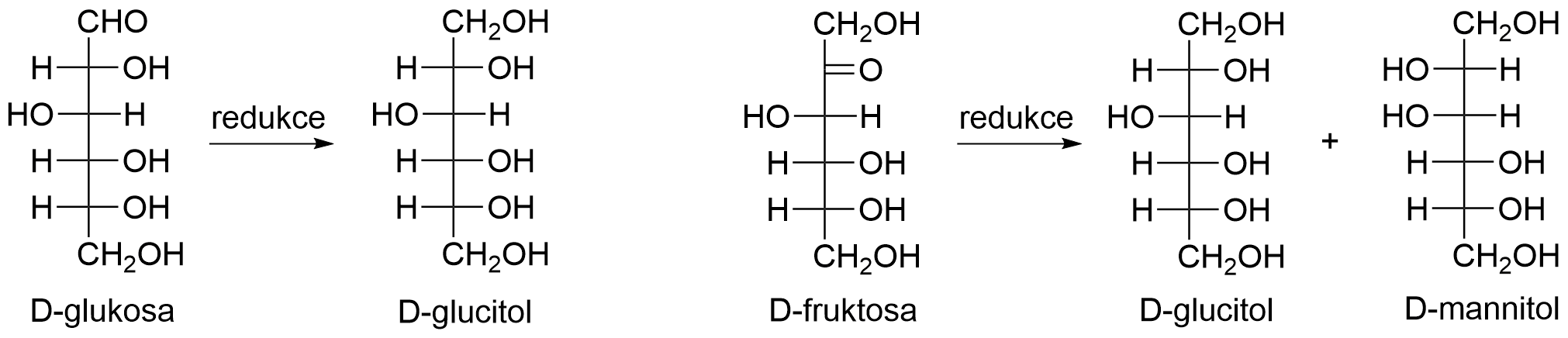
Příklady redukce aldos a ketos na příslušné cukerné alkoholy

#### Oxidace
Oxidací monosacharidů vznikají cukerné kyseliny. Podle atomu uhlíku, který je oxidován, rozlišujeme 3 základní typy cukerných kyselin:
- Aldonové kyseliny

Vznikají oxidací aldehydové skupiny v aldosach na karboxylovou funkci. Tato oxidace se využívá mimo jiné pro určení redukujících sacharidů (sacharid se oxiduje pomocí Fehlingova činidla na aldonovou kyselinu a působí tedy jako redukční činidlo). Ketosy v tomto smyslu nereagují, neboť ketoskupina nemůže být dále oxidována. Aldonové kyseliny tvoří v roztoku snadno pětičlenné nebo šestičlenné laktony intramolekulární reakcí karboxylu s jednou z hydroxylových skupin.
- Aldarové kyseliny

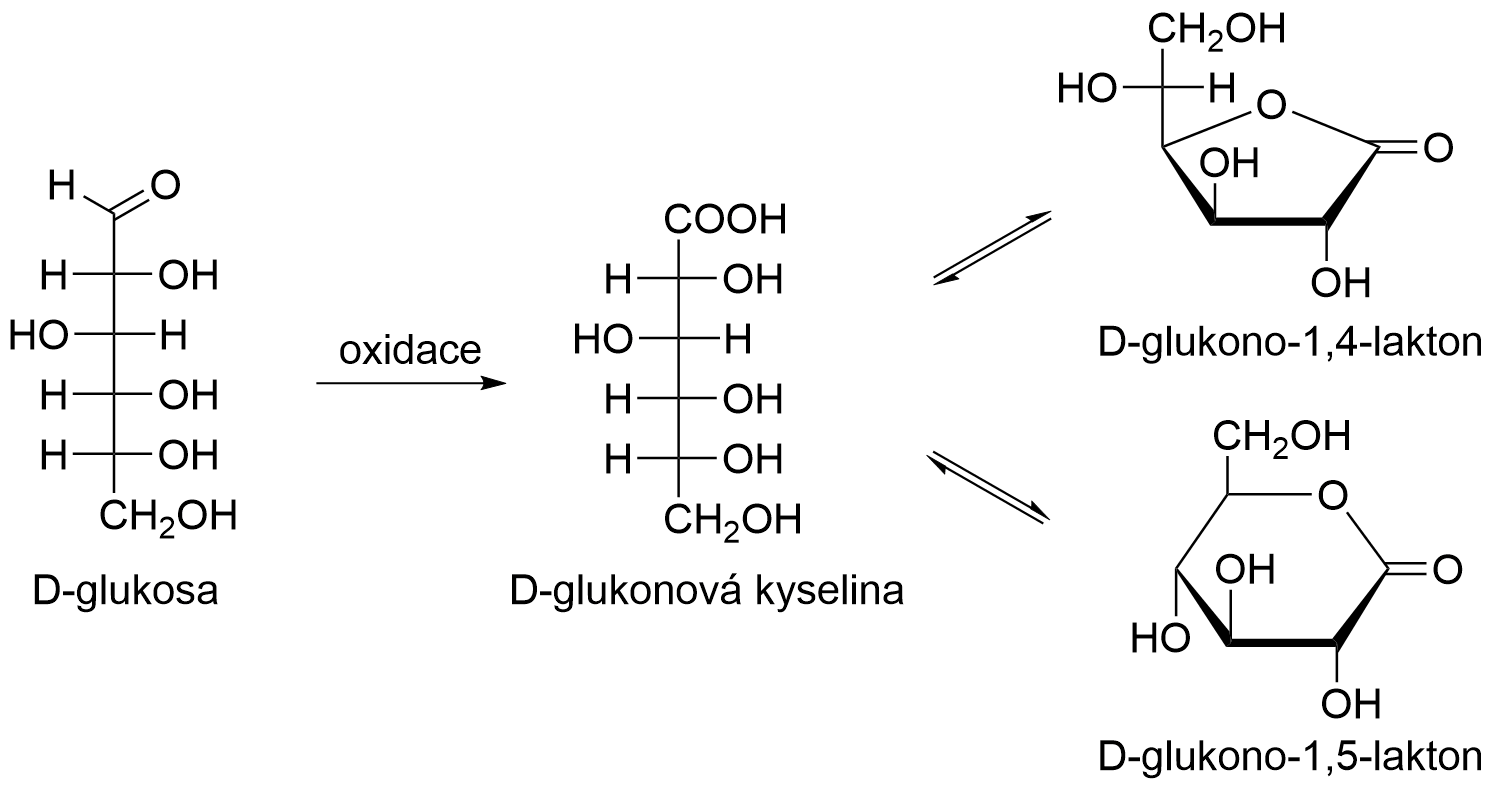
Oxidace D-glukosy na D-glukonovou kyselinu a její laktonizace

Aldarové kyseliny jsou dikarboxylové kyseliny odvozené od monosacharidů (aldos) oxidací aldehydové skupiny i koncové CH2OH skupiny.
- Uronové kyseliny

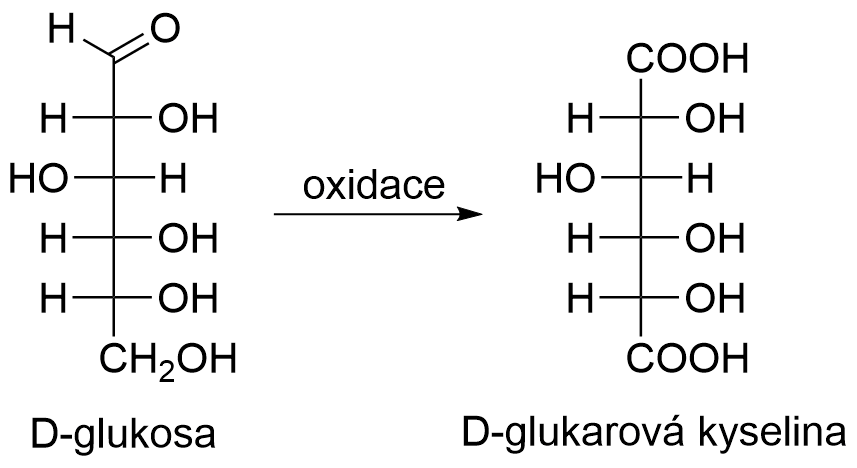
Oxidace D-glukosy na D-glukarovou kyselinu

Uronové kyseliny vznikají dvoustupňovou oxidací koncové CH2OH skupiny na karboxyl, přičemž karbonylová skupina je zachována.

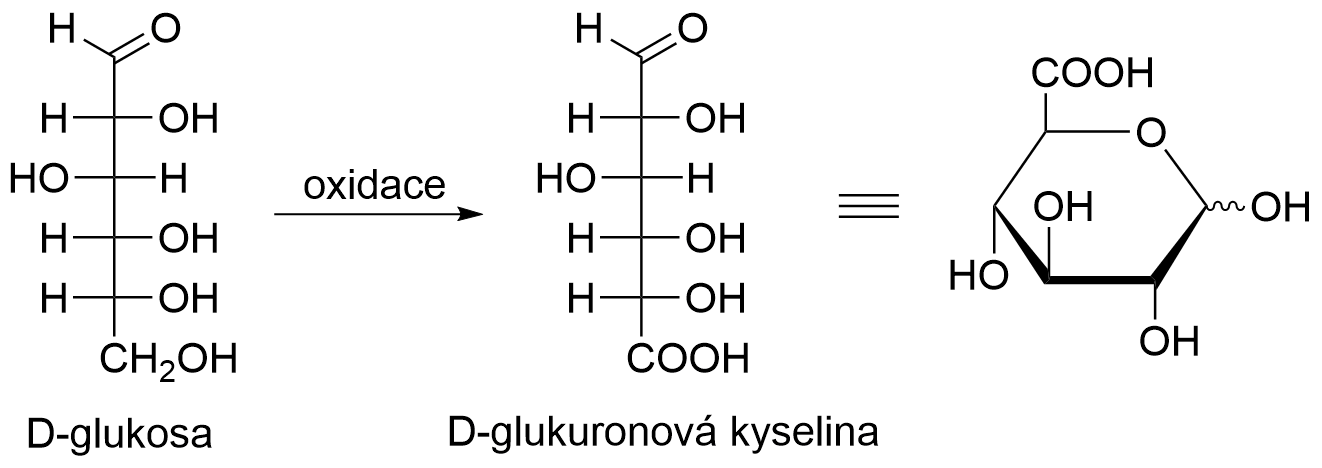
Oxidace D-glukosy na D-glukuronovou kyselinu

#### Hydrazony, osazony, oximy
Monosacharidy (aldosy i ketosy) reagují s arylhydraziny za vzniku hydrazonů, při použití přebytku arylhydrazinu reakce pokračuje dále na osazon. Nejčastěji používaným činidlem je fenylhydrazin. Při vzniku osazonu zaniká u aldos centrum chirality na C-2, a proto například D-glukosa, D-fruktosa a D-mannosa poskytují identický osazon.
Osazony v minulosti sloužily díky svým dobrým krystalizačním vlastnostem pro identifikaci monosacharidů. Například Emil Fischer využíval osazony k důkazu některých monosacharidů.

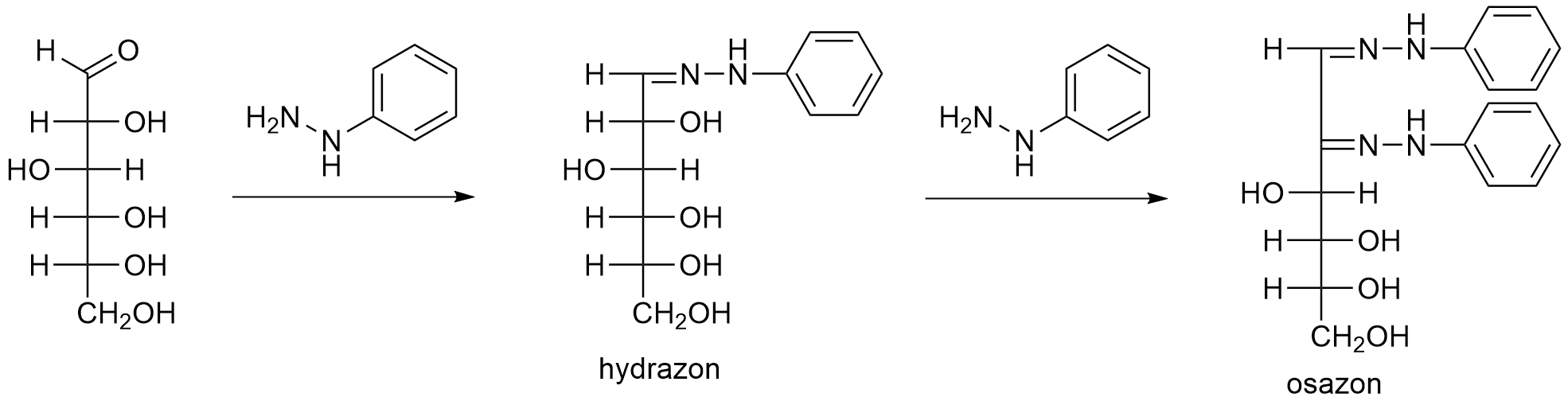
Reakce D-glukosy s fenylhydrazinem. Vznik příslušného hydrazonu a osazonu

Aldosy reagují rovněž s hydroxylaminem za vzniku oximů.

#### Kilianiho-Fischerova syntéza

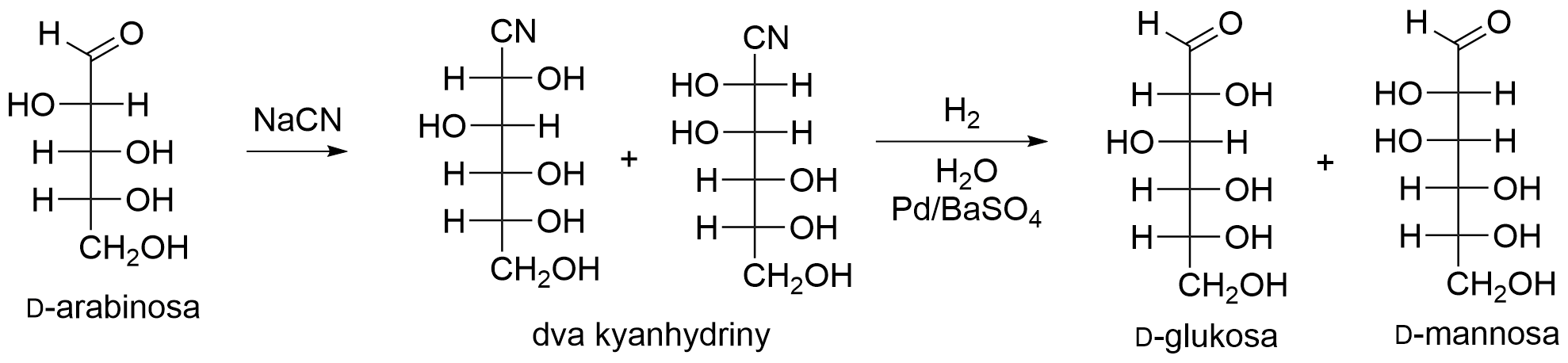
Moderní modifikace Kilianiho-Fischerovy syntézy

Adicí kyanidového aniontu na karbonylovou skupinu aldos dochází k prodloužení řetězce o jeden uhlík. Z karbonylového uhlíku se stane C-2 a připojí se nový uhlík nitrilové skupiny, z kterého se stane C-1. Vzniká dvojice epimerních kyanhydrinů, které mohou být následně převedeny na dvojici odpovídajících aldos lišíčích se konfigurací na C-2. Tímto způsobem lze z glyceraldehydu syntetizovat postupně všechny aldosy, kdy například z D-arabinosy vznikají D-glukosa a D-mannosa.
Tato syntéza byla původně vypracována německými chemiky Heinrichem Kilianim a Hermannem Emilem Fischerem. K rozkladu vznikajících kyanhydrinů byla původně využívána hydrolýza za zvýšené teploty a následná redukce vzniklých laktonů sodným amalgámem. Moderně se využívá spíše katalytická hydrogenace na Pd/BaSO4 nebo Lindlarově katalyzátoru.

### Reakce anomerní hydroxylové skupiny

#### Glykosidy
Reakcí anomerní hydroxylové skupiny s alkoholem v kyselém prostředí vznikají glykosidy. Tato reakce je analogická tvorbě acetalu z poloacetalu, glykosidy tedy můžeme označit za acetaly monosacharidů. Formálně je v glykosidech nahrazen vodík anomerní hydroxylové skupiny alkyl- nebo arylskupinou. Tuto necukernou část glykosidu nazýváme aglykon. Glykosidace je jedna z nejdůležitějších reakcí monosacharidů a glykosidy jsou v přírodě hojně rozšířeny zejména v rostlinách.
Název glykosidu je tvořen tak, že název aglykonu je zařazen před název daného monosacharidu a oddělen spojovníkem, koncovka -osa (popř. -óza) se nahradí koncovkou -osid. Mezi další používané metody syntézy glykosidů patří Koenigsova–Knorrova syntéza (reakce glykosylhalogenidů s alkoholy) nebo alkylace v bazickém prostředí.

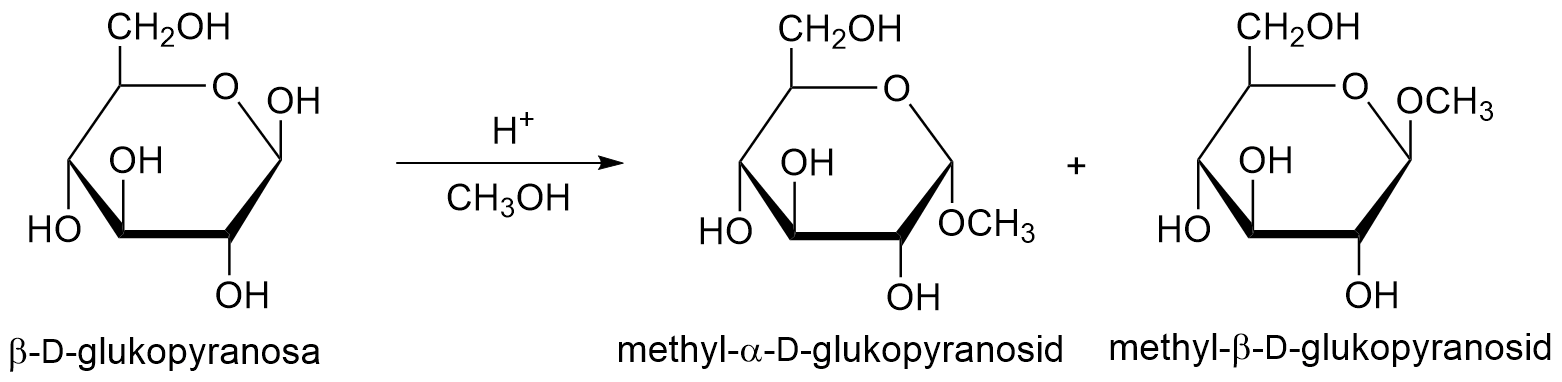
Tvorba glykosidů klasickou Fischerovou metodou